# Vankya
Genre
Vankya est un genre de champignons phytoparasites de la classe des Ustilaginomycetes et de la famille des Urocystidaceae. Ses espèces provoquent des charbons spécifiques aux parties aériennes végétatives des Liliacées et sont présentes dans l'écozone paléarctique ainsi que dans l'Est de l'écozone néarctique,.
Ce genre est décrit par le mycologue iranien D. Ershad en 2000, avec pour espèce-type Vankya ornithogali, provoquant le charbon des Gagées. Étymologiquement, le terme Vankya est un hommage à Kálmán Vánky, un mycologiste hongro-suédois spécialiste mondialement reconnu des Ustilaginomycetes. 

## Ensemble des espèces
Selon Index Fungorum
- Vankya heufleri, provoque le charbon des Tulipes (Ouest-Paléarctique) et des Érythrones (Est-Néarctique et Ouest-Paléarctique)[2]
- Vankya lloydiae, provoque le charbon de Gagea triflora (Est-Paléarctique)[1]
- Vankya ornithogali, provoque le charbon des Gagées (Ouest-Paléarctique)[2]